# 密丹公寓

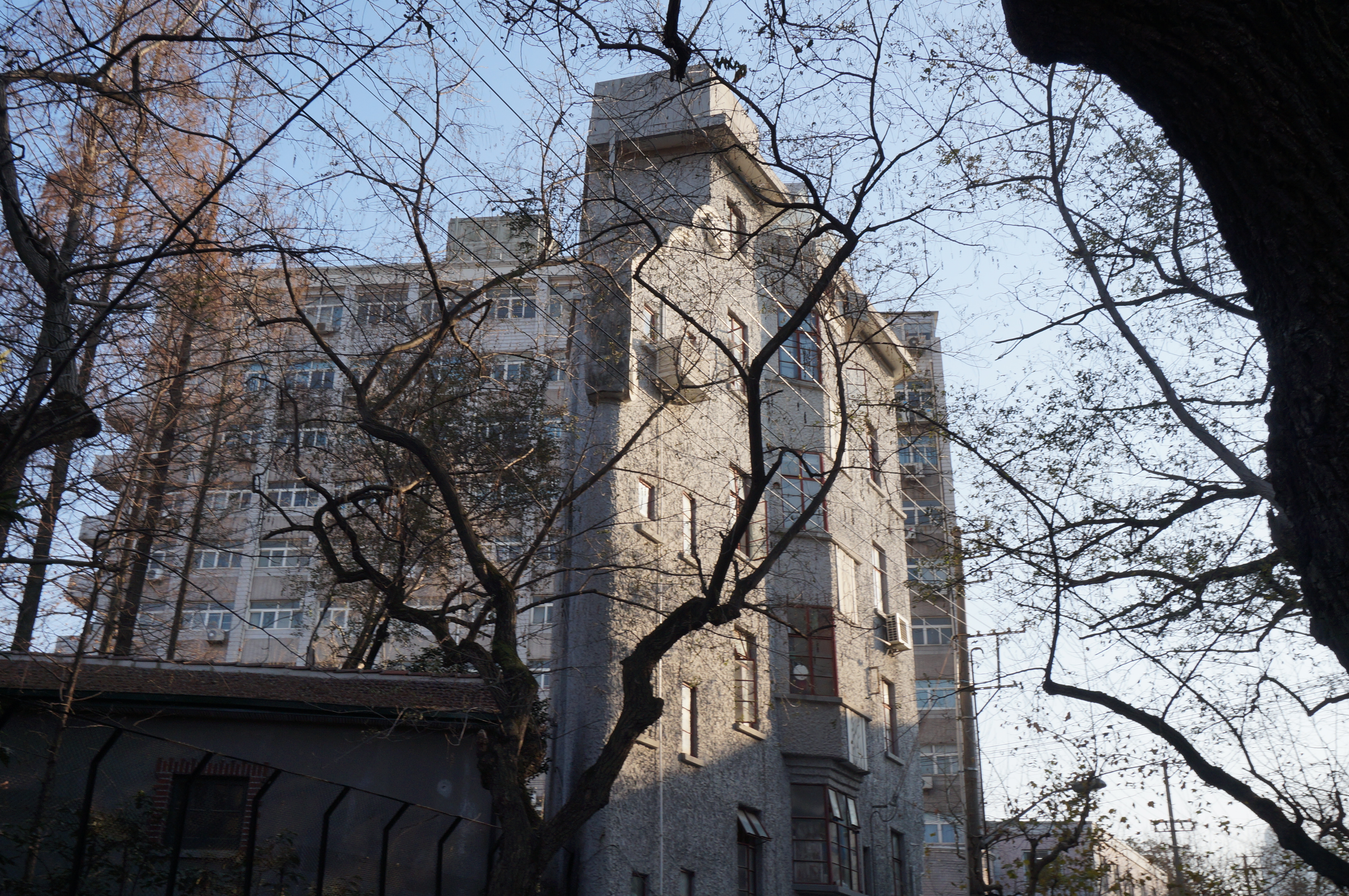
密丹公寓背面

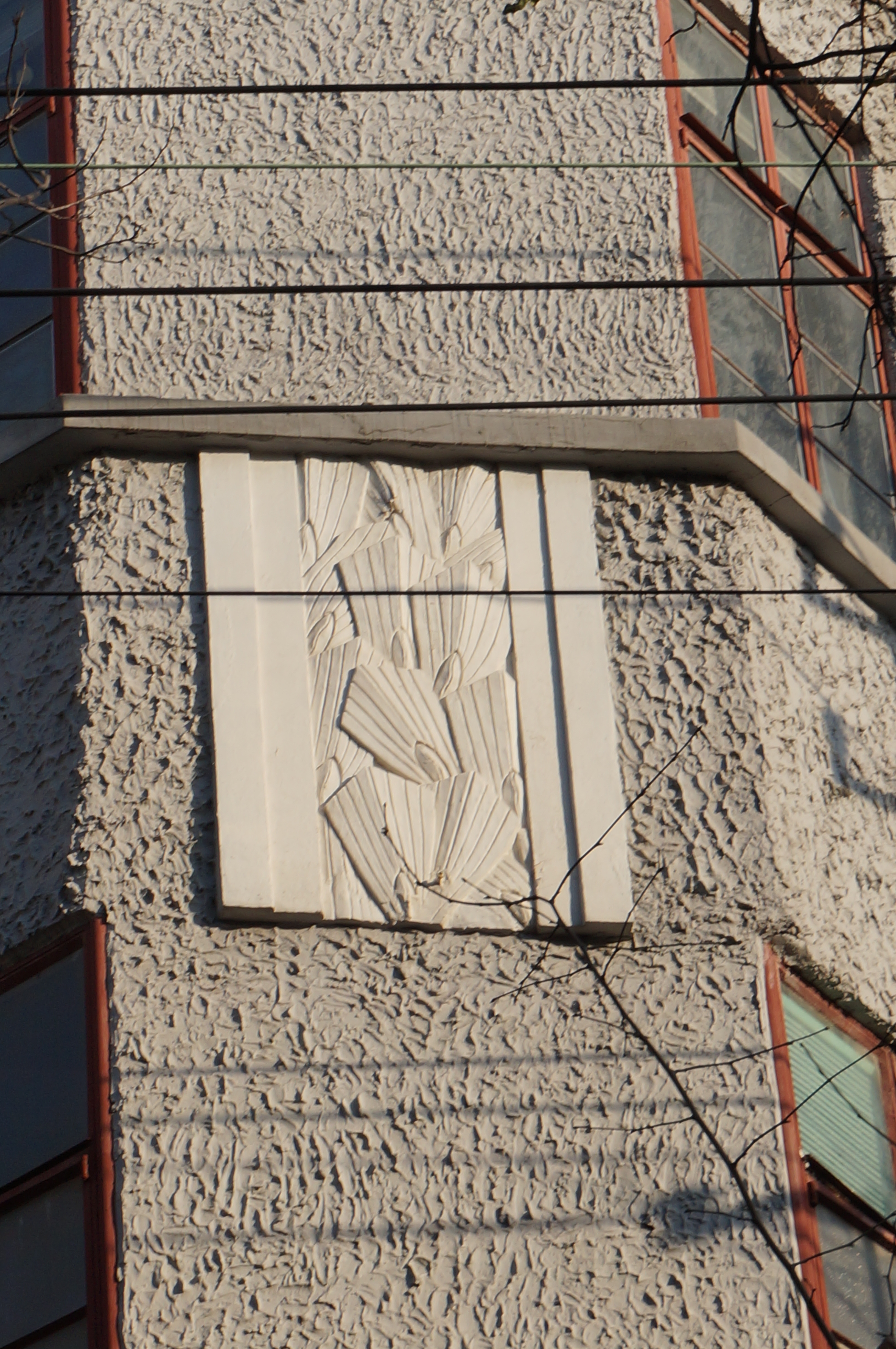
密丹公寓上的一处装饰图案

密丹公寓（英語：Midget Apartments），位于今中國上海武康路、湖南路的交叉口东北角，开普敦公寓的斜对面，是一栋5层的仿生历史建筑。建筑由法商赉安洋行设计，于1931年建在当时的福开森路（今武康路）。1960年代初，孙道临曾在此居住。1994年，密丹公寓入选第二批上海市优秀历史建筑。现时公寓是中国历史文化名街——武康路历史建筑群重要的组成部分，2003年8月18日被公布为徐汇区区级文物保护单位。

## 历史
在密丹公寓于1931年建成后，这里一直为义品放款银行（Credit Foncier d'Extreme-Orient）使用。义品放款银行是一家法国、比利时合资银行。主要业务以经营房地产押款为主。在抗日战争结束后，逐渐停业。1960年代初，表演艺术家孙道临曾在此居住。他就是在居住于密丹公寓时期，舍近求远，在他后来的妻子王文娟所居住的枕流公寓下乘公交车去上海音乐厅，从而同王文娟相识。

## 建筑特色
密丹公寓占地93.33平方米，现代派建筑风格，钢筋混凝土结构，共五层。建筑平面为三角形，并使用了深灰色水泥拉毛装饰外墙面。公寓采用了平屋顶，方形窗，局部窗台一层一层挑出。在窗裙、檐口、阳台等处都有装饰艺术风格的装饰。而顶部的装饰图案则是巴洛克风格的。
建筑入口采用了内凹的手法，即在大门上方逐步出挑，从而使其带有了装饰艺术特征，与古建筑的券门和柱式颇为相似。底层是面对路口的附屋，现为fancyfruit店铺。

### 仿生建筑
密丹公寓除了是一座现代主义建筑外，还是一座仿生建筑，即指其在建筑形式的仿生。密丹公寓建筑立面造型对大象形体进行了仿生。因建筑在顶部设计了一端的连续曲线山墙和在端部设计了卷涡，从而使建筑外形与大象的外形颇为相似。